# Cephaloidophora apsteini
Cephaloidophora apsteini is een soort in de taxonomische indeling van de Myzozoa, een stam van microscopische parasitaire dieren. Het organisme komt uit het geslacht Cephaloidophora en behoort tot de familie Cephaloidophoridae. Cephaloidophora apsteini werd in 1975 ontdekt door Theodorides & Desportes.